# Just Meijer
Just Meijer (Geldrop, 1956) is een Nederlandse voormalig (stem)acteur.

## Levensloop
Hij vertolkte onder andere de rol van Rufus in de Nickelodeon-serie Het Huis Anubis.
In de jaren negentig heeft hij ook kleine rollen in Flodder en Goede tijden, slechte tijden gespeeld. In 1997 had hij een gastrol als Alfred Martinez in de komedie serie SamSam en in 2000 had hij een gastrol als Jan Crudaal in Kees & Co. Ook was hij van 2012 tot en met december 2016 te horen als de aankondiger van programma's en reclames op de Nederlandstalige Cartoon Network.
Meijer is met onbekende reden (waarschijnlijk vervroegd met pensioen gegaan) gestopt met (stem)acteren.
Veel van zijn stemrollen zijn aan zijn CatDog-collega Huub Dikstaal overgedragen, en een paar aan collega Fred Meijer.

## Stemmen
Meijer heeft ook diverse stemmen ingesproken in tekenfilms, en videospellen. Zo vertolkte hij onder meer:
- Handlanger van de Dievenkoning in Aladdin en de Dievenkoning 1996

- Stefan in Flower Angel (Hana noko LunLun)

- Patrick Ster in SpongeBob SquarePants 1999-2017

- Patrick Ster in The SpongeBob SquarePants Movie 2005

- Patrick Ster in The SpongeBob Movie: Sponge Out of Water 2015

- Gunnar in Terkel in de shit

- Dirk Das in Pieter Konijn 2012-2014

- Soto in Ice Age 2002

- Cat in CatDog 1998-2004

- Doctor Neo Cortex in Crash Nitro Kart, Crash Tag Team Racing, Crash Bandicoot: Crash of the Titans, Crash Bandicoot: Mind Over Mutant

- Dude, de hond Walter en Dude 1999-2008

- Zozo in Ovide en zijn vriendjes

- Overige stemmen in Justin and the Knights of Valour

- Psycho-Kraai in Earthworm Jim (televisieserie)

- Ben in Pocahontas (1995)

- Luitenant Puk in 101 Dalmatiërs (tekenfilmserie)

- Roger Perry in 101 Dalmatians

- Dr. Eggman in Sonic X

- Geko / Geko Kloon in Argaï

- Giovanni, Dexter (De Mannelijke PokéDex) en andere stemmen in Pokémon

- Razoel en Haroud in Aladdin (animatieserie)

- Goofy in A Goofy Movie

- De Burgemeester in What's with Andy?

- Lewbert in iCarly

- Griffin in Big Time Rush (2010-2013)

- Link in Link: The Faces of Evil en Zelda: The Wand of Gamelon

- Mimic of Doom in Yu-Gi-Oh! (Duel Monsters)

- Amon in The Legend of Korra

- Robert Leopold in Hotel 13

- Diamond Dog en Prins Blueblood in My Little Pony: Vriendschap is betoverend

- Bada de gorilla in De Pinguïns van Madagascar

- Ho Chan in Teenage Mutant Ninja Turtles (animatieserie, 2012)

- Professor Sneep in Harry Potter en de Steen der Wijzen

- Professor Sneep in Harry Potter en de Geheime Kamer

- De Verteller in Professor Layton vs. Phoenix Wright: Ace Attorney

- Prins Snotlip in The Princess and the Goblin

- Panieksmurf in De Smurfen

- Panieksmurf in De Smurfen 2

- Panieksmurf in The Smurfs: The Legend of Smurfy Hollow

- Junior Moon in Cars 3

- Wezel in I Am Weasel

- Generaal Staal in Sym-Bionic Titan

- Green Lantern (Alan Scott) en Major Force in Batman: The Brave and the Bold

- Allan Thompson in The Adventures of Tintin: The Secret of the Unicorn (film)

- Kai in Kung Fu Panda 3

- Dr. Billingsley in Bigfoot Junior (de laatste rol voor Meijer stopte met (stem)acteren)

- Loki,  Ebony Maw en Supreme Intelligence in Guardians of the Galaxy (tv-serie)

- Loki, Dracula, Doctor Spectrum, Seeker, Uatu the Watcher en Supreme Intelligence in Avengers Assemble (tv-serie)

- Norman Osborn/Green Goblin, Dracula, Ultimate Green Goblin, Supreme Intelligence en Loki in Ultimate Spider-Man (tv-serie)

- Loki, Green Goblin, Unkar Platt, Ben Kenobi in de Disney Infinity spellen

- Uatu the Watcher en Supreme Intelligence in Hulk and the Agents of S.M.A.S.H. (tv-serie)

- Sweetums, Crazy Harry, Janooce, Animool en Overige stemmen in The Muppets

- Sweetums, Crazy Harry in Muppets Most Wanted

- Captain Suds in Partysaurus Rex

- Dr. Claw in Inspector Gadget 2

- The Grand Inquisitor in Star Wars Rebels

- Metaal Baard in The Lego Movie

- General Zartok in Green Lantern: The Animated Series

- Black Panther in The Avengers: Earth's Mightiest Heroes

- Ray Dark in Inazuma Eleven

- Elmer Fudd, Sylvester, Foghorn Leghorn en Wile E. Coyote  in The Looney Tunes

- Majoor Munt in Barbie in De Notenkraker (2001)

- Koning Wilhelm in Barbie als Rapunzel (2002)